# 広島県道357号大西大西港線
広島県道357号大西大西港線（ひろしまけんどう357ごう おおにしおおにしこうせん）は、広島県豊田郡を通る一般県道である。

## 概要
豊田郡大崎上島町中野から東広島市からの安芸津フェリーが発着する大西港に至る。

### 路線データ
- 起点：豊田郡大崎上島町中野（広島県道65号大崎上島循環線交点）
- 終点：豊田郡大崎上島町中野（大西港）
- 総延長：約1.0 km

## 地理

### 通過する自治体
- 豊田郡大崎上島町

### 交差する道路
| 交差する道路               | 交差する場所 | 交差する場所 |
| -------------------------- | ------------ | ------------ |
| 広島県道65号大崎上島循環線 | 中野         | 起点         |

### 沿線
- 大西港
- 長島 - 大崎火力発電所のある島。長島大橋で大崎上島と結ばれている